# 동북지방통계청
동북지방통계청(東北地方統計廳, Dongbuk Regional Statistics Office)은 대구광역시, 경상북도, 강원특별자치도 지역의 통계 기준 설정과 인구조사 및 각종 통계에 관한 사무를 관장하는 대한민국 통계청의 소속기관이다. 2009년 2월 1일 발족하였으며, 대구광역시 북구 동암로 64에 위치하고 있다. 청장은 고위공무원단 나등급에 속하는 임기제공무원으로 보한다.

## 직무
- 소속기관 등의 총괄 관리에 관한 사항
- 관할 지역통계의 분석 및 제공 등에 관한 사항
- 관할 시군구 지역통계 작성의 승인 및 품질관리제도의 운영에 관한 사항
- 조사대행 및 지역통계지원 등에 관한 사항
- 관할지역 지방자치단체 등과의 대외협력에 관한 사항
- 책임운영기관 운영에 관한 사항
- 조사환경개선 등에 관한 사항
- 소관통계의 조사실시·내용검사·분석 등에 관한 사항
- 조사대상의 표본관리 등에 관한 사항
- 통계조사의 정확도 제고에 관한 사항
- 교육훈련 등에 관한 사항
- 그 밖에 통계홍보활동 및 지방청의 목적달성을 위하여 필요한 사항

## 연혁
- 1975년 8월 14일: 조사통계국 소속으로 강원도·경상북도통계사무소 설치.[4]
- 1990년 4월 7일: 강원·경북통계사무소로 개편.[5]
- 1990년 5월 26일: 강원통계사무소 소속으로 강릉출장소 설치.[6]
- 1995년 8월 12일: 경북통계사무소 소속으로 포항·구미출장소 설치.[7]
- 1998년 7월 1일: 경북통계사무소 소속으로 안동·상주·울진출장소를, 강원통계사무소 소속으로 원주·속초·삼척·영월출장소를 설치.[8]
- 2005년 7월 22일: 경북통계사무소를 대구·경북지방통계청으로 개편.[9]
- 2006년 1월 1일: 대구·경북지방통계청과 강원통계사무소를 책임운영기관으로 지정.[10]
- 2007년 1월 1일: 강원통계사무소를 강원지방통계청으로 개편.[11]
- 2008년 2월 29일: 경북지방통계청 소속으로 경주·영주·문경·경산·청송출장소를, 강원지방통계청 소속으로 평창·정선·화천·인제출장소를 설치.[12]
- 2009년 2월 1일: 대구·경북지방통계청과 강원지방통계청을 동북지방통계청으로 통합.[13] 경주·영주·문경·울진·평창·정선·화천·인제출장소를 폐지하고 포항·안동·구미·상주·경산·청송·원주·강릉·속초·삼척·영월출장소를 포항·안동·구미·상주·경산·청송·원주·강릉·속초·삼척·영월사무소로 개편. 춘천사무소 설치.[14]
- 2015년 10월 1일: 경산·청송·속초·삼척사무소 폐지.[15]
- 2019년 2월 26일: 춘천사무소를 강원지방통계지청으로 승격하고 원주·강릉·영월사무소를 소속기관으로 편입.[16]

## 관할구역
- 대구광역시
- 강원특별자치도
- 경상북도

## 조직

### 청장
- 조사지원과[17]
- 지역통계과[17][18]
- 경제조사과[17]
- 사회조사과[19]
- 농어업조사과[19]

### 소속기관
지청장과 사무소장은 각각 4급 및 5급 공무원으로 보한다.
| 명칭             | 위치                                    | 관할구역                                                        |
| ---------------- | --------------------------------------- | --------------------------------------------------------------- |
| 강원지방통계지청 | 강원특별자치도 춘천시 후석로440번길 64  | 강원특별자치도 춘천시·홍천군·화천군·철원군·양구군·인제군        |
| 원주사무소       | 강원특별자치도 원주시 호저로 47         | 강원특별자치도 원주시·횡성군                                    |
| 강릉사무소       | 강원특별자치도 강릉시 임영로 219-8      | 강원특별자치도 강릉시·속초시·동해시·삼척시·태백시·양양군·고성군 |
| 영월사무소       | 강원특별자치도 영월군 영월읍 중앙로 202 | 강원특별자치도 영월군·정선군·평창군                             |

| 명칭       | 위치                                | 관할구역                                           |
| ---------- | ----------------------------------- | -------------------------------------------------- |
| 안동사무소 | 경상북도 안동시 전거리7길 3         | 경상북도 안동시·영주시·의성군·봉화군·청송군·영양군 |
| 포항사무소 | 경상북도 포항시 북구 용흥로28번길 9 | 경상북도 포항시·경주시·영덕군·울진군·울릉군        |
| 구미사무소 | 경상북도 구미시 봉곡로10길 11-11    | 경상북도 구미시·김천시                             |
| 상주사무소 | 경상북도 상주시 남성3길 22          | 경상북도 상주시·문경시·예천군                      |